# مارگریت کوچینسکی
مارگریت کوچینسکی (Marguerite Kuczynski) (نام هنگام تولد: مارگریت اشتینفلد) (Marguerite Steinfeld) ‏(۵ دسامبر ۱۹۰۴ – ۱۵ ژانویه ۱۹۹۸)، اقتصاددان اروپایی و دانشمند ادبیات بود. او در آلمان به دنیا آمده و وفات کرد. برخی از سال‌های پُرحاصل (مخصوصاً کسانی که به خوانندگان انگلیسی زبان) مستند شده او در انگلستان سپری شد، جاییکه او به عنوان یک کمپینر زن به شهرت دست یافت.

## زندگی
مارگریت اشتینفلد در سال ۱۹۰۴ میلادی در بیشهایم، یک شهر کوچک در شمال استراسبورگ که در آن زمان بخشی از امپراتوری آلمان بود، متولد شد. زمانی که ۱۴ سال سن داشت، پس از شکست آلمان در جنگ جهانی اول تمام آن مناطق به فرانسه منتقل شد. اشتینفلد در ابتدا آموزش دیده و به عنوان معلم کار می‌کرد. در سال ۱۹۲۰ او در مدرسه بروکینگز در واشینگتن دی‌سی مطالعه می‌کرد، جاییکه او تأثیرات ابتدائی خود را از آمار نگار برجسته ایتلبرت استیوارت تجربه نمود. زمانی که آنجا بود، او با هموطن آلمانی‌اش یورگن کوچینسکی که مصروف فعالیت‌های کارشناسی ارشدش بود، آشنا شد. پس از آن آن‌ها با هم همراه کار کرده و در ۱۸ سپتامبر ۱۹۲۸ با هم ازدواج کردند. اشتینفلد در سال ۱۹۲۷ میلادی به عنوان معاون تحقیق در اداره ملی تحقیق اقتصادی در شهر نیویورک که جدیداً تأسیس شده بود، مشغول به کار شد. در تابستان ۱۹۲۹ میلادی، جفت جوان به اروپا بازگشته و در برلین مسکن گزین شدند.
در ژانویه ۱۹۳۳ میلادی NSDAP (حزب نازی) قدرت را به‌دست گرفته و در اندک زمان حالت تک حزبی را به آلمان آورد. عضویت احزاب سیاسی (به غیر از حزب نازی) غیرقانونی شد و با تمرکز ویژه بر اعضای (قبلی) حزب کمونیست، ممنوعیت احزاب سیاسی نافذ گردید. در جریان چند سال بعد، حزب نازی به‌صورت فزاینده ضدیت با سامی‌گرایی نشان داده که در داستان‌های نازی در جریان آن سال‌های حزب در اپوزیسیون قرار داشت. در جریان ۱۹۳۳ نازی‌ها تعداد زیاد کمونیست‌های آلمانی را بازداشت کرده و به زندان افگندند؛ و دیگران برای این‌که با سرنوشت مشابه سردچار نشوند، کشور را ترک کردند. منابع نشان می‌دهند که در فوریه/مارس ۱۹۳۳، کوچینسکی‌ها همراه با سایر اعضای خانواده در مورد مهاجرت بحث کردند، اما در این زمان آن‌ها تصمیم گرفتند تا در آلمان مانده و در مقاومت ضد فاشیستی شرکت نمایند. نهایتاً، در ژانویه ۱۹۳۶ میلادی، دیگر نمی‌توانستند مهاجرت را معطل کنند و این جفت به انگلستان نقل مکان کردند.
در انگلستان این دو تن به کار شان به عنوان اقتصاددانان چپ‌گرا ادامه داده و همچنین مصروف کارهای ضدفاشیستی بودند که برخی از آن قانونی و برخی غیرقانونی بودند. مارگریت تعداد مقالاتی در مورد بازار کار، دست‌مزد و وضعیت کارگران منتشر کرد که گاهی از شوهرش در این امر کمک می‌جست. او همچنین در مؤسسات مهاجرتی ضدفاشیستی شرکت می‌کرد و در سال‌های پسین این دهه، یک کتابخانه برای بخش انگلیسی انجمن فرهنگی آلمان آزاد (Freier Deutscher Kulturbund) تأسیس نمود. او تا زمانی که در سال ۱۹۴۶ با شوهرش به برلین برگشتند، کتابخانه را رهبری می‌کرد. تا سال ۱۹۴۲ میلادی، او به عنوان منشی کمیته جنگ مهاجرین زن آلمانی (Kriegshilfskomitees deutscher Flüchtlingsfrauen) ایفای وظیفه نمود. در سال ۱۹۴۳ میلادی او به کمیته اجرائی انجمن همکاری زنان انتخاب شد. او روی موضوع مقاومت زنان در آلمان نازی سخنرانی می‌کرد و در انتشارات جمعی تحت نام «زنان تحت سواستیکا» مقاله‌ای نوشت. او همچنین اقدامات متعدد حمایوی را سازمان‌دهی نمود و با درخواست ویزه مهاجرین آلمانی که به دلایل سیاسی یا نژادی محکوم شده بودند، کمک کرد.
در می ۱۹۴۵ میلادی جنگ پایان یافته و برلین حالا در قلب ناحیه اشغال روسیه آلمان قرار داشت. مارگریت کوچینسکی، چندین ماه پس از شوهرش در مارس ۱۹۴۷ به برلین بازگشت؛ این جفت در اول در همان خانه‌ای که قبل از جنگ بودوباش داشتند زندگی کردند، جاییکه حالا بخشی از ناحیه تحت اشغال ایالات متحده بود. کوچینسکی در ادارات شهر شغل گرفته و زمانی که تقسیم‌بندی سیاسی عملی شهر، دائمی‌تر به نظر می‌رسید و چند سال بعد در بخش‌های مرزی فیزیکی بازتاب یافت، او در وزارت مالیه در منطقه شوروی شغل گرفت. پس از آن، منطقه تحت اشغال شوروی دوباره سازمان‌دهی شده و در اکتبر ۱۹۴۹ میلادی به عنوان جمهوری دموکراتیک آلمان تحت‌الحمایه شوروی (آلمان شرقی) اعلام گردید. در این زمان، کوچینسکی در وزارت آلمان شرقی برای تجارت خارجی («Außenwirtschaftsministerium») آغاز به کار نمود. با این حال او از کار در دولت کنار رفته و ادعا کرد که کار در آنجا «بیش از حد آماتوری» («zu dilettantisch») است.
به هر صورت، تمرکز حقیقی قدرت در آلمان شرقی، با الگوبرداری از تنظیمات قانون اساسی اتحادیه شوروی، با وزارت‌خانه‌های دولتی نه بلکه با کمیته مرکزی حزب اتحاد سوسیالیست (SED/Sozialistische Einheitspartei Deutschlands) بود. کوچینسکی از سال ۱۹۵۷ میلادی به عنوان محقق دانشگاهی با کمیته مرکزی مؤسسه مارکسیسم – لینینسم کار کرد. در سال ۱۹۶۰ میلادی او از مؤسسه نیز بازنشسته شد چون او را «بیش از حد متعصب» یافت. در همان زمان، دستاوردهای فوق‌العاده او به عنوان یک محقق درمؤسسه مارکسیسم-لینینیسم شامل یک تألیف جدید اثر کارل مارکس، فقر فلسفه بود که در جلد ۴ از ۴۳ جلد سلسله کتب «مارکس-انگلز-ورک» ترتیب داده شده توسط کمیته مرکزی حزب آلمان شرقی میان سال‌های ۱۹۵۶ و ۱۹۹۰ گنجانیده شده‌است. سهم او در تألیف جدید فقر فلسفه با استفاده از نسخه اولیه زبان فرانسوی او که پس از تحقیقات فشرده در ژاپن کشف شد و خود مارکس حواشی فراوانی در آن نوشته بود، بسیار افزایش یافت.
برخی از ماندگارترین مشارکت‌های مارگریت کوچینسکی در دانش که صرف پس از «بازنشستگی» او در سال ۱۹۶۰ چاپ شد، عبارت از یک سلسله ترجمه‌های کارهای او François Quesnay (Physiocrat) به آلمانی که خود او در آن توضیحات گسترده و علمی نوشته بود. پس از آن، در جریان دهه ۱۹۸۰ او به ترجمه‌های مشابه آثار اقتصاددان دولت‌مرد تورگوت پرداخت، اما به دلیل از دست دادن قدرت بینایی، این پروژه او ناکامل ماند.

## زندگی شخصی
از کوچینسکی‌ها سه فرزند داشتند: مادلین (۱۹۳۲)، پیتر (۱۹۳۷) و توماس (۱۹۴۴). از این میان، توماس کوچینسکی به عنوان یک اقتصاددان و آمارنگار شخصیت برجسته شد که به خاطر کارهایش روی مطالبات خسارت قربانیان سیاست‌های کار اجباری زمان جنگ المان، معروف است. ریتا کوچینسکی که در سرزمین‌های آلمانی زبان به عنوان یک نویسنده – فیلسوف (و اخیراً به عنوان یک ناول نویس) شناخته می‌شود، نوه‌ها مارگریت کوچینسکی است.
مارگریت کوچینسکی در ژانویه ۱۹۹۸ میلادی در برلین، چند ماه پس از مرگ شوهرش، درگذشت. در آن سال توماس کوچینسکی و خانمش ریتا، پس از چندین سال جدایی از هم طلاق گرفتند.